# Beyond the Dreams of Avarice
Beyond the Dreams of Avarice er en britisk stumfilm fra 1920 af Thomas Bentley.

## Medvirkende
- Henry Victor som Lucien Calvert
- Joyce Dearsley som Margaret Calvert
- Alban Atwood som Joseph Burnley
- Frank Stanmore som Alf Burnley
- Lionel d'Aragon som Bill Burnley